# Plina Jezero
Plina Jezero je naselje u Republici Hrvatskoj, u sastavu Grada Ploča, Dubrovačko-neretvanska županija. 

## Stanovništvo
Prema popisu stanovništva iz 2001. godine, naselje je imalo 35 stanovnika te 19 obiteljskih kućanstava, a prema popisu iz 2011. godine 44 stanovnika.
| broj stanovnika |       |       | 29    | 37    | 26    | 41    | 95    |       | 279   | 276   | 235   | 111   | 87    | 51    | 35    | 44    | 32    |
|                 | 1857. | 1869. | 1880. | 1890. | 1900. | 1910. | 1921. | 1931. | 1948. | 1953. | 1961. | 1971. | 1981. | 1991. | 2001. | 2011. | 2021. |

## Znamenitosti

### Sakralni objekti

#### Župna crkva Velike Gospe na Obličevcu
Prvi se put spominje u matičnim knjigama 1733. U početku je bila posvećena Gospa od Blagovijesti, a naknadno Velikoj Gospi. Duga je 15 i široka 5 metara, a na vrhu je pročelja zvonik na preslicu za jedno zvono. Obnovljena je 1995. za vrijeme župnika fra Joze Ćerleka 1995. godine.

#### Crkva Svetog Ivana Krstitelja na Zavali
Prvi spomen na ovu crkvu nalazi se u matičnim knjigama 1733. Godine 1779. bila je popravljena i povećana, a 1996., za vrijeme župnika fra Joze Ćerleka temeljito je obnovljena. Duga je 15 i široka 5 metara.

### Zaštićena kulturna dobra

#### Stara župna kuća i kapela sv. Paškala, preventivno zaštićeno kulturno dobro
Crkveni posjed sa sklopom objekata poznat pod nazivom „Kod Kule” u naselju Plina, sjeveroistočno od grada Ploča, nalazi se sa sjeverozapadne strane lokalne ceste na koju je spojen makadamski pristupni put do lokaliteta, koji je ograđen i omeđen kamenim suhozidima. Sklop se sastoji od nekoliko objekata: stare župne kuće (glavnog objekta), koja je prvotno bila kula za obranu od Turaka (po kojoj je lokalitet dobio naziv), kapele sv. Paškala i pomoćnih objekta. Najstariji izgrađeni objekt na lokalitetu je kvadratna kula, vjerojatno izgrađena 1647. god. za obranu od Turaka, danas sačuvana u južnom dijelu župne kuće. Nakon prestanka turske opasnosti, kula je 1748. god. prenamijenjena u župnu kuću, a tada je vjerojatno izgrađena i kapela sv. Paškala na povišenom platou u neposrednoj blizini. Kapelica je jednostavnog oblikovanja sa oslicima u unutrašnjosti. Prema podacima iz literature na otvoru s južne strane kapele je uklesana 1759. god. Župna kuća je 1868. god. proširena prema sjeveru i povišena, a uz nju je sa prednje strane izgrađena čatrnja za vodu, sa stražnje strane je nadodana kuhinja, te pomoćni objekti – štale sa zapadne strane.
Ispred crkvenog posjeda smještena su 33 stećka pronađena na više lokacija prigodom arheloških istraživanja izvršenih prilikom izgradnje autoceste A1 čiji dio prolazi područjem istočne Pline. Stećci su nakon istraživanja dislocirani sjeverozapadno od crkve na Obličevcu. Zalaganjem udruge „Obličevac” i župnika župe Plina - Stablina fra Kristijana Perkovića, te uz potporu i odobrenje Konzervatorskog odjela u Imotskom, premješteni su na ovu lokaciju, i to u šest skupina na kojima su pronađeni. Prvi je to korak u provedbi projekta „Stazama pločanskih stećaka” čiji je konačni cilj sanirati, konzervirati i restaurirati te učiniti pristupačnim javnosti svih 11 nekropola ili skupina stećaka na području Grada Ploča (6 nekropola ili skupina u Plini, 4 na području Staševice te jedna u Baćini).